# Fotochromismus
Fotochromismus je proces změny barvy způsobený absorpcí fotonů nebo ultrafialového záření. Při tomto jevu se vystavením vzorku záření určité vlnové délky (např. teplo nebo sluneční světlo) mění absorpční spektrum molekuly. Tento jev může být vratný i nevratný.
U minerálů se vlastnost měnit barvu po vystavení slunečnímu záření nazývá tenebrescence. Efekt se může opakovat donekonečna, ale teplem může být zničen. Tuto vlastnost mají například hackmanit (odrůda sodalitu), spodumen či tugtupit.

## Využití
- dozimetrické materiály [1]
- dekorativní nátěry [1]
- výroba samozatmívacích brýlí
- optická záznamová média [1]

## Fotochromatické organické sloučeniny
- aziridin [1]
- azobenzen [1]
- dihydropyren [1]
- fulgid [1]
- oxazin [1]
- salicylidenanilin [1]
- spiropyran [1]
- thioindigo [1]
- xanthen [1]